# 桐原書店
株式会社桐原書店（きりはらしょてん、Kirihara Shoten K.K.）は、参考書・教科書・語学書などを出版している出版社である。2010年から2013年の一時期はピアソン桐原の社名で企業活動を行っていたため、この時期に関しては当該項目を参照のこと。

## 沿革
- 1966年 - 有限会社桐原書店として東京都文京区大塚に創業。社名は 初代社長・山崎賢二の出身地である長野県桐原村（現・長野市）に由来する[3]。
  - 1967年 - 本社を東京都杉並区阿佐谷に移転し、株式会社桐原書店を設立。
- 1980年頃 - 国語教材や一般書の出版を始める。
- 1982年 - 海外出版物の輸入販売事業を開始。
- 1982年 - 『積木くずし』（穂積隆信著）を出版。後に映画化、テレビドラマ化される[3]。
- 1985年 - 本社を東京都杉並区高円寺南2丁目44番地5号に移転。
- 2001年 - 教育出版の世界的大手ピアソン・エデュケーション（英ピアソンの子会社）が株式の85パーセントを取得[3]。
  - この時期に株式会社ピアソン・エデュケーションから発行されたIT関連の技術書[4]は、その後、「出版社：桐原書店」として流通している[5]。
- 2010年 - ピアソン・エデュケーションの日本法人である株式会社ピアソン・エデュケーションと合併し、社名を株式会社ピアソン桐原とする[3]。
- 2011年 - 本社を東京都新宿区西新宿6-8-1に移転。
- 2013年 - ピアソングループから独立し、社名を「株式会社桐原書店」に戻す[3][6]。本社を新宿区西新宿4-15-3に移転。
- 2015年 - 資格試験や出版を手掛けるTAC株式会社が設立する100%子会社「TAC桐原書店」に事業譲渡する予定だったが、一部の出版物について出版権の移譲が行えないことが判明したため事業譲渡を中止[7]。
- 2017年 - 図書印刷の子会社となる[8]。一方で、当時の主力出版物であった『総合英語Forest』の出版契約が終了。
- 2021年 - 本社を東京都北区東十条3-10-36に移転[9]。
- 2024年 - KGエデュケーションホールディングスが所有する株式を学研ホールディングス傘下のGakkenに譲渡。Gakkenグループ会社となる。

## 教科書
- 文部科学省検定済教科書の発行者番号は212、略称は「桐原」。
- 高等学校向け検定教科書を2教科（外国語・国語）発行している。
- 採択数の全国シェア1位となった教科書として、過去には「オーラルコミュニケーション」の科目で使用された『Interact』、「ライティング」の科目で使用された『PRO-VISION ENGLISH WRITING』があり、平成30年告示の学習指導要領（令和4年以降入学者より学年進行で導入）のもとでは「英語コミュニケーションIII」の科目で使用されている『Heartening English Communication III』がある。

## 主な出版物
- 主に、大学受験を目標とした英語、国語の参考書・問題集を発行している。
  - 『総合英語 FACTBOOK』
  - 『NextStage英文法・語法問題』
  - 『PowerStage英文法・語法問題』
  - 『即戦ゼミ3大学入試 英語頻出問題総演習』
  - 『英文法ファイナル問題集』シリーズ
  - 『データベース英単語』シリーズ
  - 『読んで見て覚える重要古文単語315』
  - 『読解を深める　現代文単語　評論・小説』
  - 『漢文必携』

ピアソン桐原時代には、旧ピアソン・エデュケーション系の技術書を出版していたが、同グループから独立したことにより同業務から撤退した。

## 関連会社
- KGエデュケーションホールディングス(KGE)
- 株式会社CTS
- 留学情報館